# 管理技術學派
由科學管理之父(Father of Science Management)泰勒(F.Taylor)所提出。

## 基本假定
1、理性人的假定：科學管理在人性上假定工人成理性人，和古典經濟學的觀點相同，泰勒的人性觀點是把焦點制於個體之上，泰勒認為人類規避責任的行為，會因不良的工作團體而產生增強作用，其人主張人類為經濟動物，對於財務的誘因會產生直接的回應行為。
2、人類和組織間的關係假定：泰勒認為個人和組織的關係應予明確化，明確化應該包含平等的分工，和明確界定勞工和管理階層的責任，較能適應工作者應該透過各種科學方法(科學化的訓練)的協助，以及導引較不適任工作者了解工作的性質，藉此組織中的每個成員得以發現适合自身的優劣所在。
3、科學管理植基於知識在組織中的角色假定：泰勒對知識的性質採用認識論的客觀主義(Objectivism)；也就是主張知識必須能夠承受考驗，同時得以探求最佳方法(One Best Way)。

## 重要理論
泰勒的科學管理理論被稱作一場完全的心智革命，植基於動作和時間研究以实现最佳效率。其理论認為工人有不盡全力的自然傾向，故應該由管理階層承擔無效率的問題。
- 良好管理：目標在於給予較高的工資，獲得較低單位的生產成本。
- 管理階層必須應用研究和實驗的科學方法以建立生產作業的標準程序。
- 工作人員的工作位置和原料的選擇需要以科學方法来确定以便符合最佳標準。
- 對於工作人員給予訓練以改進技能，以达致標準的產量。
- 管理階層和員工之間應該有密切而良好的合作。
- 對於個人工作的每一要素，都應該發展出一套科學方法以代替原有的經驗法則。
- 應該以科學方法甄選工人，然後加以訓練，以代替以往由工人自己選擇工作和自己訓練自己的方式。
- 應該誠心和工人合作，以使工作能夠符合科學原理。
- 對任何工作，管理階層和工人幾乎均有相等的分工和相等的責任，凡宜由管理階層承擔的部分，應該由管理階層承擔。

四、優點
1、科學管理學派強調所謂最佳方法，激发組織無形中產生時時刻刻都能求新求變的创新風氣。
2、对動作和時間研究而获得的結果對於工作的推動易控制較為正確的進度，有助於管理階層預先估計生產成本。
3、根據時間研究規劃出的獎金制度更有利於生產量提升。
五、缺点
1、過分強調生理因素而忽略心理因素和社會因素，就無法解釋組織現象。
2、過分強調工資和獎金作為員工工作行為的唯一因素，認為員工參加生產唯一的動機是以勞力換取物資或金錢(報酬)。
3、視員工為生產工具，忽视他們的人格尊嚴和個性，認為員工無自由意志又缺乏主動，故可以如機器設備般的任意驅使，因此对組織內的一切措施都採取獨裁方式，不注重員工表達意見的溝通功能。

## 其他代表人物

### 吉爾布萊斯
弗蘭克·邦克·吉爾布雷斯（Frank Bunker Gilbreth），有動作研究之父的美譽，也是泰勒的學生之一，曾在1904年研究水泥匠的工作並加以改善其施工效率，藉由親自設計的「微動計時器」將人的動作歸類成十七個項目，將之稱為「動素」。他對動時研究討論的因素集中在四項，分別是生理活動的能量、速度、持久性和成本（包含時間與金錢）。

### 甘特
甘特（H. Gantt），同樣是泰勒的門生，他設計了企業界廣為採用的「獎金制度」，在1917年，發表的「工作進度控制表」（又稱）甘特圖或甘梯圖），常被認同是追蹤工作進度表。